# Getúlio Teixeira Guimarães
Dom Getúlio Teixeira Guimarães, SVD (Cipotânea, 17 de outubro de 1937 – Cornélio Procópio, 1 de agosto de 2020) foi um religioso católico brasileiro. Foi o terceiro bispo da Diocese de Cornélio Procópio, no estado do Paraná.
Sua ordenação sacerdotal data de 4 de agosto de 1966, em Barbacena. Em 22 de março de 1981 aconteceu a Ordenação episcopal na cidade de Ponta Grossa, no estado do Paraná.
O Papa João Paulo II o elegeu bispo residencial de Cornélio Procópio. A posse deu-se em 20 de maio de 1984, com a presença de Dom Carlo Furno, que na época era o núncio apostólico do Brasil.
Nestes anos, Dom Getúlio colocou em prática o seu lema: “Qui Pertransiit Benefaciendo” (Que passou fazendo o bem). Como pastor zelosíssimo pelo rebanho, incentivava o surgimento de vocações e não se cansava de convidar os leigos a assumirem o seu protagonismo dentro da Igreja Católica.
Morreu no dia 1 de agosto de 2020, em Cornélio Procópio, aos 82 anos. Seus restos mortais repousam na Catedral Cristo Rei, Igreja Sé da Diocese de Cornélio Procópio.￼